# Fifty Fifty (grupo musical)
Fifty Fifty (en hangul, 피프티 피프티; romanización revisada, Pipeuti Pipeuti; estilizado como FIFTY FIFTY) es un grupo femenino surcoreano creado por la compañía Attrakt actualmente conformado por 5 integrantes: Keena, Chanelle Moon, Yewon, Hana y Athena. Y anteriormente por Saena, Sio y Aran. Debutaron oficialmente el 18 de noviembre de 2022 con el sencillo «Higher» de su primer EP titulado The Fifty. 
El grupo tuvo un éxito comercial e internacional con el sencillo viral «Cupid», publicado en febrero de 2023, el cual convirtió a Fifty Fifty en el grupo de K-pop en entrar más rápidamente en el Billboard Hot 100 y la UK Singles Chart, tras cuatro meses desde su debut. También se convirtió en el primer grupo femenino de K-pop en entrar en el top diez de las listas musicales británicas.

## Historia

### 2022-2023: Debut conThe Fifty
El 14 de noviembre de 2022, Fifty Fifty anunció que debutarían en noviembre de 2022 al lanzar la imagen del logotipo oficial del grupo publicada en todas las cuentas de redes sociales del grupo. El mismo día, se lanzó un vídeo musical de la canción «Lovin'Me» en su canal oficial de YouTube. Las miembros fueron reveladas el 15 de noviembre a través de la foto conceptual de su álbum debut, que reveló los nombres y la fecha de debut, y fotos oficiales de las miembros por primera vez. El mismo día también se lanzó un vídeo de la interpretación de la canción «Log In».
Fifty Fifty lanzó su EP debut The Fifty el 18 de noviembre de 2022, con «Higher» como sencillo principal. El álbum contiene «el primer viaje de chicas que anhelan la libertad más allá del caos de la realidad y que, eventualmente, pasan a una utopía». La revista de crítica coreana IZM calificó el álbum con 4.5 de 5 estrellas, la calificación más alta que la revista haya otorgado a un grupo femenino. El escritor, Son Seung-geun, opinó que Fifty Fifty «es un buen ejemplo de lo que sucede cuando se encuentran grandes canciones y buenas cantantes. Gracias a ellas, Corea tiene un buen grupo femenino más».
Fifty Fifty fue seleccionado como uno de los grupos femeninos de K-Pop a seguir por The Recording Academy en 2023, que escribió: «El cuarteto muestra varios colores y una madurez vocal que es difícil de encontrar y que es crucial de tener». También fueron nombrados uno de los mejores debuts de K-Pop del año por la revista Rolling Stone India, mientras que «Tell Me» y «Lovin' Me» figuraron en las listas de las mejores canciones de K-Pop según los medios Paper y Mashable.

### 2023-presente: «Cupid», debut en Japón y éxito internacional
El 24 de febrero de 2023, el grupo lanzó su primer álbum sencillo, The Beginning: Cupid, junto con el vídeo musical de la canción principal «Cupid». La canción, que fue grabada tanto en coreano como en inglés, tuvo a Keena escribiendo parte de la letra en coreano. «Cupid» ingresó al Billboard Hot 100 el 27 de marzo, convirtiéndose en el sexto grupo de K-Pop en lograrlo y el más rápido en alcanzarlo.
El día 22 de octubre, la empresa Attrakt anunció mediante un comunicado oficial la salida de la empresa de todas las miembros excepto Keena.
El 29 de octubre, Attrakt anunció que Keena asistiría a los Billboard Music Awards. Además el 2 de noviembre, Attrakt anunció que continuarían Fifty Fifty con Keena y tres aprendices que se unirán al grupo como nuevos miembros para reorganizarse como un grupo de cuatro.
El 8 de febrero, Attrakt anunció que comenzaron la reorganización del grupo centrándose en Keena. Sus identidades se revelarán en abril y el grupo regresará en junio.
El 8 de agosto de 2024 se anunció que Chanelle, Yewon y Hana serían añadidas al grupo (desde que las anteriores integrantes dejaron Fifty Fifty la empresa ya anunció que se añadirían 3 nuevas miembros).3 días después, se confirmó que se agregaría una miembro más al grupo llamada Athena. 
El 21 de agosto, Fifty Fifty y Arista Records firmaron una sociedad.Además de anunciar la nueva formación de Fifty Fifty, el nombre del fandom del grupo pasó de "Hunnies" a "Tweny", para significar el nuevo comienzo de Fifty Fifty.

## Miembros
| Nombre artístico | Nombre artístico | Nombre de nacimiento | Fecha de nacimiento               | Lugar de nacimiento        |
| Romanización     | Hangul           | Nombre de nacimiento | Fecha de nacimiento               | Lugar de nacimiento        |
| ---------------- | ---------------- | -------------------- | --------------------------------- | -------------------------- |
| Keena            | 키나             | Song Ja-kyung        | 9 de julio de 2002 (23 años)      | Daejeon, Corea del Sur     |
| Chanelle Moon    | 샤넬문           | Chanelle Moon Thomas | 14 de junio de 2003 (22 años)     | California, Estados Unidos |
| Yewon            | 예원             | Son Ye-won           | 18 de marzo de 2005 (20 años)     | Seoul, Corea del Sur       |
| Hana             | 하나             | Lim Ha-ram           | 5 de septiembre de 2006 (18 años) | Seoul, Corea del Sur       |
| Athena           | 아테나           | Athena Yang          | 15 de marzo de 2007 (18 años)     | Estocolmo, Suecia          |

## Discografía

### Álbumes recopilatorios
- The Beginning (2023)

### EP
- The Fifty (2022)
- Love Tune (2024)

### Álbumes sencillos
- The Beginning: Cupid (2023)

### Sencillos
| Año  | Título         | Posicionamiento en listas | Posicionamiento en listas | Posicionamiento en listas | Posicionamiento en listas | Posicionamiento en listas | Posicionamiento en listas | Posicionamiento en listas | Posicionamiento en listas | Posicionamiento en listas | Álbum                |
| Año  | Título         | COR Gaon                  | COR Hot                   | CAN                       | NZ                        | SGP                       | UK                        | US Hot 100                | US Gl 200                 | US World                  | Álbum                |
| ---- | -------------- | ------------------------- | ------------------------- | ------------------------- | ------------------------- | ------------------------- | ------------------------- | ------------------------- | ------------------------- | ------------------------- | -------------------- |
| 2022 | «Higher»       | 191                       | —                         | —                         | —                         | —                         | —                         | —                         | —                         | —                         | The Fifty            |
| 2023 | «Cupid»        | —                         | 3                         | 41                        | 20                        | 1                         | 96                        | 19                        | 65                        | 8                         | The Beginning: Cupid |
| 2024 | «Starry Night» |                           |                           |                           |                           |                           |                           |                           |                           |                           | Love Tune            |
| 2024 | «SOS»          |                           |                           |                           |                           |                           |                           |                           |                           |                           | Love Tune            |

### Bandas sonoras
| Año  | Título                       | Posicionamiento en listas | Posicionamiento en listas | Posicionamiento en listas | Posicionamiento en listas | Posicionamiento en listas | Posicionamiento en listas | Posicionamiento en listas | Posicionamiento en listas | Posicionamiento en listas | Álbum             |
| Año  | Título                       | COR Gaon                  | COR Hot                   | CAN                       | NZ                        | SGP                       | UK                        | US Hot 100                | US Gl 200                 | US World                  | Álbum             |
| ---- | ---------------------------- | ------------------------- | ------------------------- | ------------------------- | ------------------------- | ------------------------- | ------------------------- | ------------------------- | ------------------------- | ------------------------- | ----------------- |
| 2023 | «Barbie Dreams» (con Kaliii) | 81                        | —                         | —                         | 18                        | —                         | —                         | —                         | —                         | —                         | Barbie: The Album |

### Vídeos musicales
| Año  | Título         | Álbum                | Director                  | Ref.                           |
| ---- | -------------- | -------------------- | ------------------------- | ------------------------------ |
| 2022 | «Lovin' Me»    | The Fifty            | Byunghak Park, Sujung Lee | [ 36 ]                         |
| 2022 | «Higher»       | The Fifty            | Naive Creative Production | its a its a its a aaaaaaaaaaaa |
| 2023 | «Cupid»        | The Beginning: Cupid | Myunghyun Bae (Zanybros)  | [ 38 ]                         |
| 2024 | «Starry Night» | Love Tune            |                           | [ 39 ]                         |
| 2024 | «SOS»          | Love Tune            |                           | [ 40 ]                         |